# Kanton Vallon-Pont-d'Arc
Vallon-Pont-d'Arc is een kanton van het Franse departement Ardèche. Het kanton maakt deel uit van de arrondissementen Largentière (29) en Privas (1) .

## Gemeenten

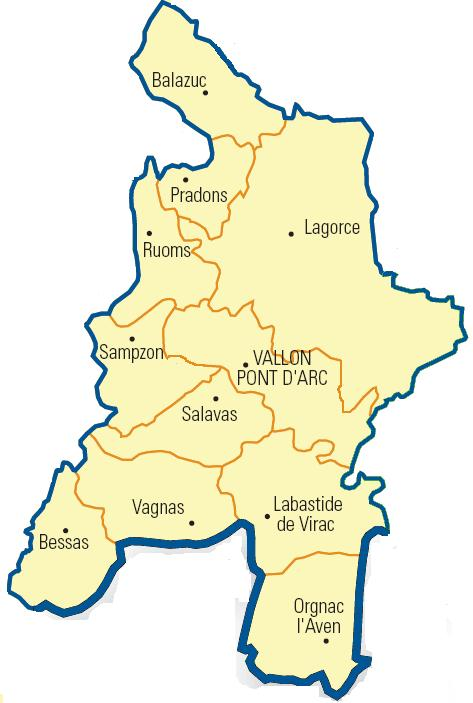
Ligging van gemeenten in het kanton vóór 2015

Het kanton Vallon-Pont-d'Arc omvatte tot 2014 de volgende 11 gemeenten:
- Balazuc
- Bessas
- Labastide-de-Virac
- Lagorce
- Orgnac-l'Aven
- Pradons
- Ruoms
- Salavas
- Sampzon
- Vagnas
- Vallon-Pont-d'Arc (hoofdplaats)

Na de herindeling van de kantons door het decreet van 13 februarai 2014, met uitwerking op 22 maart 2015, omvat het kanton volgende 30 gemeenten:
- Balazuc
- Bessas
- Chassiers
- Chauzon
- Chazeaux
- Grospierres
- Joannas
- Labastide-de-Virac
- Labeaume
- Lagorce
- Largentière
- Laurac-en-Vivarais
- Montréal
- Orgnac-l'Aven
- Pradons
- Prunet
- Rochecolombe
- Rocher
- Ruoms
- Saint-Alban-Auriolles
- Saint-Maurice-d'Ardèche
- Saint-Remèze
- Salavas
- Sampzon
- Sanilhac
- Tauriers
- Uzer
- Vagnas
- Vallon-Pont-d'Arc
- Vogüé